# Wilhelm-Tilman Grommé
Wilhelm-Tilman Grommé, né le 24 décembre 1836 à Saint-Pétersbourg et mort le 28 août 1900 à Paris, est un peintre russe.

## Biographie
Wilhelm-Tilman Grommé descend d’une famille de la petite noblesse française contrainte à s’expatrier lors de la révocation de l'édit de Nantes, et qui trouve refuge en Hollande et en Allemagne. Il est le fils de Tilmann Grommé, consul de Brême à Saint-Pétersbourg, et d'Amélie Heyde. Ses parents possèdent la villa d’été Onnela, dans la ville finlandaise de Viipuri, où vivent des cousins.
Élève à l'Académie russe des beaux-arts et à l'Académie des beaux-arts de Düsseldorf, puis en France à l'École de Barbizon, il expose au Salon de 1869 à 1877.
À la mort de son père en 1869, il installe son atelier au 9 de la Rue Duperré, au pied de la Butte Montmartre et son héritage lui permet d'acquérir en 1877 le château de Maisons.
Il illustre de quinze eaux-fortes Routes et étapes de Lucien Augé. Ce dernier lui dédicace Les tombeaux.
En 1882, il invite le peintre finlandais Adolf von Becker, à utiliser à loisir le château, son parc, et la Vieille-Église de Maisons-Laffitte. Deux jeunes artistes finlandais, Albert Edelfelt et Gunnar Berndtson, profitent également de son hospitalité pour peindre dans le cadre du château. Le peintre russe Vassili Verechtchaguine y réside un temps et construit dans le parc un atelier tournant afin de suivre la course du soleil.
Par testament rédigé en allemand et déposé à Saint-Pétersbourg le 14 août 1899, il lègue ses biens et ses tableaux au Viipurin historiallinen museo. Ces œuvres seront transférées plus tard au Musée d'Art de Vyborg.
Il meurt à son domicile du boulevard Marguerite-de-Rochechouart à l'âge de 63 ans.
Pour la succession Grommé, la vente du château s'effectue en 1904 au profit d'une société immobilière, et le château reviendra à l'état l'année suivante.

## Œuvres exposées aux Salons parisiens
- Un Repas de moines, au Salon de 1869
- Odalisque, au Salon de 1874
- Portrait de M. P. T…, au Salon de 1876
- Une Paysanne de Louga (Russie) présente le pain et le sel à son maître, pour lui souhaiter la bienvenue, au Salon de 1877